# Juan Martínez Villergas
Juan Martínez Villergas (Gomeznarro, Valladolid, 1816 - Zamora, 8 de maig de 1894) fou un escriptor, poeta satíric, periodista i polític espanyol.

## Biografia
D'ideals predominantment republicanes, però conservadors i nacionalistes, va sofrir la presó i l'habitual persecució ideològica dels identificats amb el Partit Demòcrata durant el règim bipartidista establert per Antonio Cánovas del Castillo, encara que diferents períodes de distensió li van permetre publicar bastants obres; cap al final de la seva vida va ser expulsat del partit republicà. Va atacar la regència única del general Baldomero Espartero en El baile de les brujas (1843), però després es va tornar fervent esparterista i va dedicar al seu enemic el general Ramón María Narváez El baile de la piñata i Paralelo entre la vida militar de Espartero y Narváez (Madrid, 1851), qui, des de llavors, li va mostrar una oberta enemistat. A més, es va guanyar la de diversos polítics moderats per l'obra Los políticos en camisa. Encara que va ser defensat amb brillantor el 2 d'octubre de 1851 per Francisco Salmerón, germà del filòsof Nicolás, va ser empresonat i bandejat a París en 1852. Espartero ho va nomenar cònsol en Newcastle (1855), i O'Donnell, temorós de la seva àcida ploma, el va anomenar cònsol d'Haití, però Narváez el va destituir. Llavors va marxar a Cuba (1857), a Mèxic (1858), a Cuba una altra vegada (1859) i va visitar a més França, Anglaterra i els Estats Units.
A Cuba va fundar el periòdic El Moro Muza (1861-1871), de llarga vida, encara que intermitent, des del qual va atacar als separatistes. Va viure de nou a Espanya entre 1871 i 1874, on va ser elegit diputat a Corts pel partit republicà. A Buenos Aires (1874-1876) va publicar el setmanari Antón Perulero (1875) i va sostenir una polèmica amb Juan María Gutiérrez, qui va fer ressaltar el mal republicanisme i conservadorisme real de Villergas; també es va enfrontar amb l'assagista antiespanyol Domingo Faustino Sarmiento en Sarmenticidio (1853). A Perú va fer amistat amb Ricardo Palma i va tornar definitivament a Espanya en 1889. El 1870 va tornar a la sàtira política amb Los partidos en camisa, complemento de los Políticos en Idem, publicat a Madrid sota el pseudònima d'El Jesuita de Marras i il·lustrat per Ortego.

## Obra[5]
Va fundar sobretot publicacions satíriques i festives de vida molt curta, a causa de la censura i les denúncies; a banda de les ja esmentades, El Tío Camorra (1847-1848), Jeremías (1868), Don Circunstancias (1848-1849), Patifiesto (1854, contra la reina Maria Cristina) i La Nube. També va col·laborar amb articles crítics i poesies burlesques en revistes com El Látigo, La Charanga, Fray Junípero i La España Moderna, entre d'altres. Va publicar unes Poesías jocosas i satíricas (1842), el contingut de les quals va anar modificant en les quatre edicions posteriors, suprimint els atacs personals, als que era molt aficionat. La censura es va acarnissar amb els seus textos i va constituir un dels autors de la llista negra de la revista oficial La Censura. Va morir en la pobresa i ignorat pel públic, encara que la seva obra es revaloritza constantment pel seu enginy i les seves qualitats d'escriptor costumista. Va utilitzar els pseudònims de El Tío Camorra, Don Emilio, Don Circunstancias, El Tambor Mayor, El Moro Muza i Antón Perulero.
En la seva escassa obra dramàtica destaca la paròdia teatral, amb peces com Los amantes de Chinchón, amb Miguel Agustín Príncepe, Gregorio Romero de Larrañaga, Asquerino y Estrella, El ciego de Orleans, Ir por lana y volver trasquilado (1848), El padrino a mojicones, Cada loco con su tema, El asistente i Palo de ciego. Una de les constants de la seva producció és la sàtira d'actituds romàntiques, com el suïcidi per amor, els raptes i fugides d'amants, els duels i les conductes massa dramatitzades, acostant-se de vegades a l'espantall valleinclanesc. La seva 'vis còmica i el seu talent per trobar el costat ridícul dels fets posseeix una elaboració literària superior a la d'obres semblants igualment eficaces dels seus contemporanis Salvador María Granés i Gabriel Merino.
Com a narrador va escriure La vida en el chaleco (1859), una novel·la molt autobiogràfica. Los misterios de Madrid, miscelánea de costumbres buenas y malas, con viñetas y láminas a pedir de boca (1844) és una obra inspirada en la novel·la per fascicles Los misterios de París, d'Eugène Sue. En Los espadachines (Madrid: Imp. de la Victòria, 1869) condemna el duel.
Va conrear la crítica literària en Poetes espanyols contemporanis (1854). En aquesta obra considera al Romanticisme no només una revolució literària sinó social. Valora a Larra com a l'únic mestre de la crítica, al costat de Quintana. Admira a Bretón de los Herreros i ataca a Antonio Gil de Zárate. Estima en poc al Duc de Rivas, a José de Espronceda i a José Zorrilla.